# Afrique du Sud-Italie en rugby à XV
Cet article retrace les confrontations entre l'équipe d'Afrique du Sud de rugby à XV et l'équipe d'Italie de rugby à XV, devenues un rendez-vous régulier depuis le début des années 2000 et l'intégration de l'équipe italienne dans le Tournoi des Six Nations. Les deux équipes se sont affrontées à dix-huit reprises. Les Sud-Africains ont remporté dix-sept de ces rencontres contre une pour l'Italie.

## Historique
Le 19 novembre 2016, au stade Artemio-Franchi de Florence, l'Italie décroche la première victoire contre les Sud-Africains de son histoire, au terme de 13 rencontres entre les deux nations.

## Confrontations
| No | Date             | Lieu                                                       | Match                   | Score   | Compétition                       |
| -- | ---------------- | ---------------------------------------------------------- | ----------------------- | ------- | --------------------------------- |
| 1  | 12 novembre 1995 | Stade olympique, Rome, Italie                              | Italie – Afrique du Sud | 21 – 40 | Test match                        |
| 2  | 8 novembre 1997  | Stade Renato-Dall'Ara, Bologne, Italie                     | Italie – Afrique du Sud | 31 – 62 | Test match                        |
| 3  | 12 juin 1999     | EPRFU Stadium, Port Elizabeth, Afrique du Sud              | Afrique du Sud – Italie | 74 – 3  | Test match                        |
| 4  | 19 juin 1999     | Kings Park Stadium, Durban, Afrique du Sud                 | Afrique du Sud – Italie | 101 – 0 | Test match                        |
| 5  | 30 juin 2001     | EPRFU Stadium, Port Elizabeth, Afrique du Sud              | Afrique du Sud – Italie | 64 – 14 | Test match                        |
| 6  | 17 novembre 2001 | Stade Luigi-Ferraris, Gênes, Italie                        | Italie – Afrique du Sud | 14 – 64 | Test match                        |
| 7  | 21 juin 2008     | Newlands Stadium, Le Cap, Afrique du Sud                   | Afrique du Sud – Italie | 26 – 0  | Test match                        |
| 8  | 21 novembre 2009 | Stade Friuli, Udine, Italie                                | Italie – Afrique du Sud | 10 – 32 | Test match                        |
| 9  | 19 juin 2010     | Puma Stadium, Witbank, Afrique du Sud                      | Afrique du Sud – Italie | 29 – 13 | Test match                        |
| 10 | 26 juin 2010     | Buffalo City Stadium, East London, Afrique du Sud          | Afrique du Sud – Italie | 55 – 11 | Test match                        |
| 11 | 8 juin 2013      | Kings Park Stadium, Durban, Afrique du Sud                 | Afrique du Sud – Italie | 44 – 10 | South African Quadrangular Series |
| 12 | 22 novembre 2014 | Stadio Euganeo, Padoue, Italie                             | Italie – Afrique du Sud | 6 – 22  | Test match                        |
| 13 | 19 novembre 2016 | Stade Artemio-Franchi, Florence, Italie                    | Italie – Afrique du Sud | 20 – 18 | Test match                        |
| 14 | 25 novembre 2017 | Stadio Euganeo, Padoue, Italie                             | Italie – Afrique du Sud | 6 – 35  | Test match                        |
| 15 | 4 octobre 2019   | Stade Ecopa de Shizuoka, Fukuroi, Japon                    | Italie – Afrique du Sud | 3 – 49  | Coupe du monde (poule B)          |
| 16 | 19 novembre 2022 | Stade Luigi-Ferraris, Gênes, Italie                        | Italie – Afrique du Sud | 21 – 63 | Test match                        |
| 17 | 5 juillet 2025   | Loftus Versfeld, Pretoria, Afrique du Sud                  | Afrique du Sud – Italie | 42 – 24 | Test match                        |
| 18 | 12 juillet 2025  | Nelson Mandela Bay Stadium, Port Elizabeth, Afrique du Sud | Afrique du Sud – Italie | 45 – 0  | Test match                        |